# Yoni

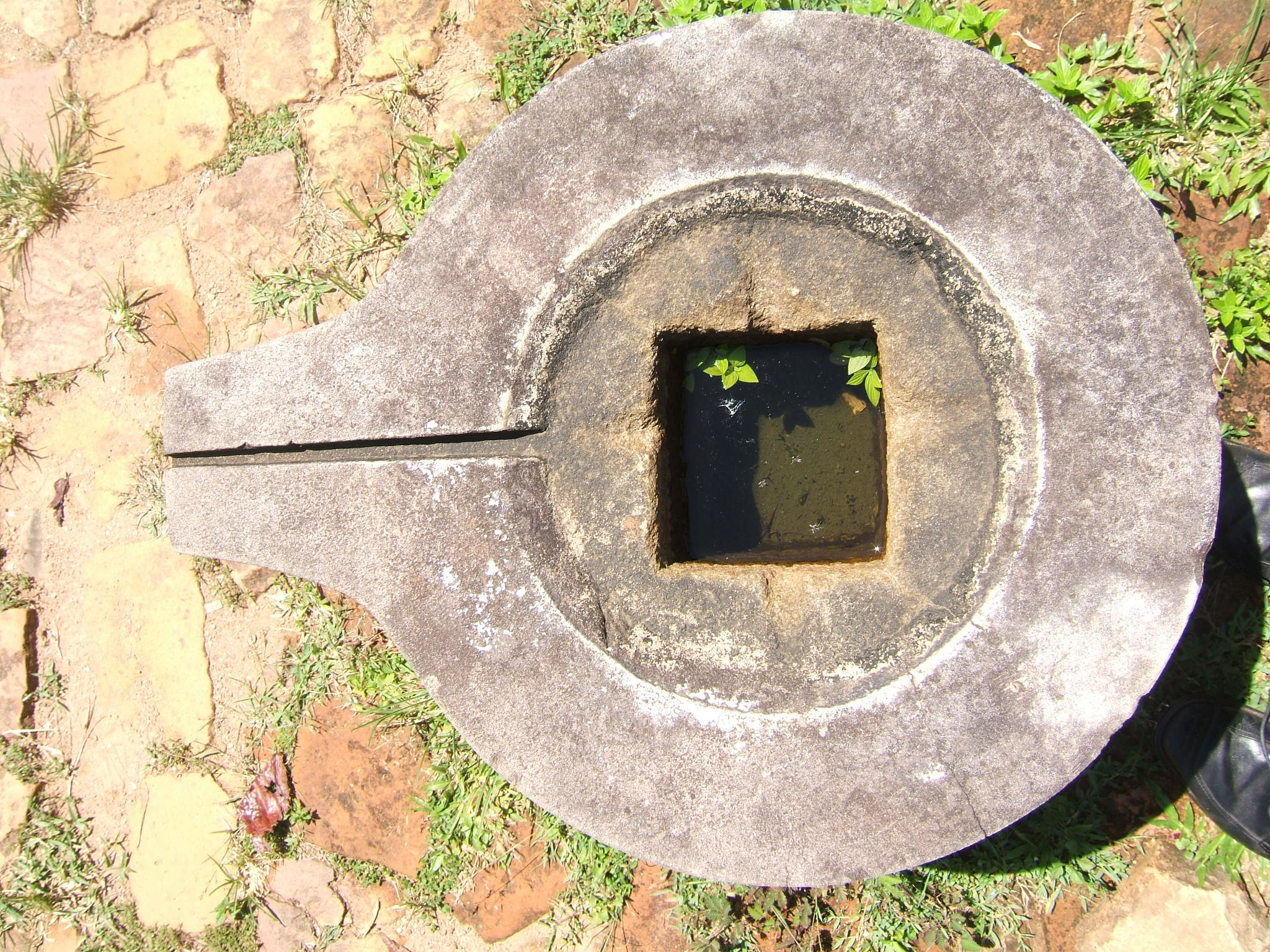
Yoni, My Son, Quang Nam, Vietnam.

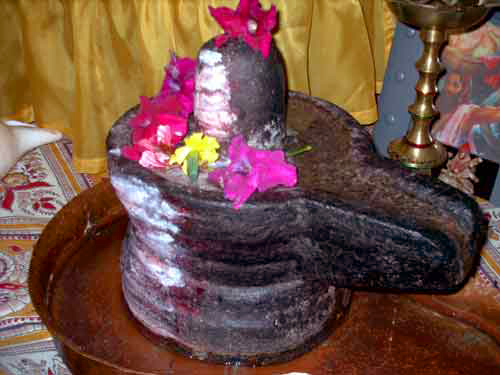
Yoni och lingam efter ett blomsteroffer.

En yoni är en vulvasymbol som förekommer inom hinduismen, ofta tillsammans med en lingam (fallossymbol). Den består av en rund eller fyrkandig skålformig fördjupning med en skåra som leder ut från fördjupningen. De flesta bevarade yoni är tillverkade av natursten. 